# Pedinotus ferrugineus
Pedinotus ferrugineus är en stekelart som först beskrevs av Günther Enderlein 1920.  Pedinotus ferrugineus ingår i släktet Pedinotus och familjen bracksteklar. Inga underarter finns listade i Catalogue of Life.